# Damapana
Damapana là một chi thực vật có hoa trong họ Đậu.